# Onthophagus thailaevis
Onthophagus thailaevis là một loài bọ cánh cứng trong họ Bọ hung (Scarabaeidae).